# Liste der Naturdenkmale in Veldenz
Die Liste der Naturdenkmale in Veldenz nennt die im Gemeindegebiet von Veldenz ausgewiesenen Naturdenkmale (Stand 18. März 2024).

## Naturdenkmale
| Nr.         | Bezeichnung                               | Lage                                                           | Beschreibung                    | Bild                                    |
| ----------- | ----------------------------------------- | -------------------------------------------------------------- | ------------------------------- | --------------------------------------- |
| ND-7231-407 | Alte Buchen und Eichen auf Schieferfelsen | Thalveldenz, nördlich des Ortes; Abteilung Halswald Lage       | Fagus sylvatica und Quercus sp. | Direkt Bild zu diesem Denkmal hochladen |
| ND-7231-408 | Scheunentor                               | Thalveldenz, nordöstlich des Ortes; Abteilung Hahnenbraun Lage | Felsenkuppe                     | Direkt Bild zu diesem Denkmal hochladen |
| ND-7231-409 | Linde                                     | nördlich von Gornhausen am Hof Helvetia Lage                   | Tilia sp.                       | Direkt Bild zu diesem Denkmal hochladen |
| ND-7231-410 | Zwei Felsen am Pionierweg                 | Veldenz, südlich des Ortes; Abteilung Commels Lage             | auch Pionierfelsen              | Direkt Bild zu diesem Denkmal hochladen |

## Ehemalige Naturdenkmale
| Nr. | Bezeichnung           | Lage                                   | Beschreibung                                                     | Bild                                    |
| --- | --------------------- | -------------------------------------- | ---------------------------------------------------------------- | --------------------------------------- |
|     | Zwei Pyramidenpappeln | Veldenz, innerorts am Veldenzer Bach   | Populus nigra 'Italica', zwei Bäume; Rechtsverordnung aufgehoben | Direkt Bild zu diesem Denkmal hochladen |
|     | Dicker Kastanienbaum  | Veldenz, südlich des Ortes an der K 91 | Castanea sativa Rechtsverordnung aufgehoben                      | Direkt Bild zu diesem Denkmal hochladen |